# Пойнингс, Томас, 2-й барон Пойнингс
Томас Пойнингс (англ. Thomas Poynings; 1349—1375) — английский аристократ, 2-й барон Пойнингс с 1369 года. Сын Майкла Пойнингса, 1-го барона Пойнингса, и Джоан Роксли, унаследовал титул и семейные владения (главным образом в Сассексе) после смерти отца. Был женат на Бланке Моубрей, дочери Джона Моубрея, 3-го барона Моубрея, и Джоан Ланкастерской, вдове Джона Сегрейва и Роберта Бертрама. Умер молодым и бездетным, так что его наследником стал младший брат Ричард. Вдова Томаса позже вышла замуж за сэра Джона Уорта, потом за сэра Джона Уилтшира.